# Spharagemon campestris
Spharagemon campestris är en insektsart som först beskrevs av Mcneill 1901.  Spharagemon campestris ingår i släktet Spharagemon och familjen gräshoppor. Inga underarter finns listade i Catalogue of Life.